# Côte de Saint-Nicolas
De Côte de Saint-Nicolas is een helling gelegen in de gemeente Saint-Nicolas in de Belgische provincie Luik.
De helling loopt over de Rue Bordelais tussen het kruispunt met de Rue Chiff d'Or en het kruispunt met de Rue de la Justice. De helling heeft een lengte van 1400 m en een gemiddelde stijging van 8%. 
De Côte de Saint-Nicolas is vooral bekend van de wielerwedstrijd Luik-Bastenaken-Luik (LBL). De helling was tot en met 2018 (met uitzondering van 2016) de laatste helling met naam, voor de slotklim naar de finish in Ans.
Tijdens LBL werd de helling vaak "La Côte des Italiens" genoemd, omdat er veel mensen van Italiaanse origine wonen en zij dan vurig supporterden voor de Italiaanse wielrenners. Dit was ook duidelijk te zien aan de vele Italiaanse vlaggen die tegen de gevels hingen tijdens de doortocht van de wielrenners.

## Luik-Bastenaken-Luik 1999
In de editie van 1999 van Luik-Bastenaken-Luik werd er door Frank Vandenbroucke in de week voor de wedstrijd aangegeven dat hij er zou aanvallen. En effectief: net na het kruispunt met de Avenue de Platanes liet hij Michael Boogerd achter nadat zij in een spannende finale de rest van een groep met favorieten op de Côte de Saint-Nicolas hadden afgeschud.
Côte de Saint-Roch · Col de Haussire · Côte de Mont-le-Soie · Côte de Wanne · Côte de Stockeu · Côte de la Haute-Levée · Côte du Rosier · Côte de la Redoute · Côte de Desnié · Côte des Forges · Côte de Cornemont · Côte de la Roche-aux-Faucons

Voormalige beklimmingen: Côte de Ny · Côte de la Roche-en-Ardenne · Côte de la Vecquée · Côte du Maquisard · Mont-Theux · Côte de Colonster · Côte de Sprimont · Côte du Sart-Tilman · Côte de Saint-Nicolas · Côte de la Rue Naniot · Ans